# Dariusz Romuzga
Dariusz Romuzga (ur. 20 kwietnia 1971 w Krakowie) – były polski piłkarz, grający na pozycji pomocnika, a następnie trener.

## Kariera zawodnicza
Seniorską karierę rozpoczął w 1988 r. w II-ligowym wówczas Hutniku Kraków. 5 sierpnia 1990 w jego barwach zadebiutował w ekstraklasie, w zremisowanym 2:2 derbowym meczu z Wisłą Kraków. Na początku 1999 r. przeszedł do Wisły Płock, w której z czasem pełnił funkcję kapitana drużyny. Kontrakt z tym klubem obowiązywał do czerwca 2007 r., jednak już w przerwie zimowej sezonu 2006/07 podpisał umowę z beniaminkiem ówczesnej II ligi – Kmitą Zabierzów i od rundy wiosennej do zakończenia kariery był graczem tego zespołu. W latach 1990–2006 w ekstraklasie rozegrał 314 spotkań, strzelając w nich 21 bramek.

## Kariera trenerska
Tuż po zakończeniu zawodowego grania został trenerem piłkarskim. Od początku współpracował z Dariuszem Wójtowiczem jako jego asystent: od czerwca 2009 r. do 2010 r. w Sandecji Nowy Sącz, a od kwietnia 2011 r. w Puszczy Niepołomice. W styczniu 2013 r. otrzymał Licencję UEFA A.